# فدراسیون فوتبال هندوراس
فدراسیون فوتبال هندوراس (به اسپانیایی: Federación Nacional Autónoma de Fútbol de Honduras) (با نام اختصاری: FENAFUTH) نهاد رسمی اداره کنندهٔ فوتبال در کشور هندوراس است. تیم ملی فوتبال هندوراس نیز زیر نظر این فدراسیون اداره می‌شود. این فدراسیون در ۱۹۳۵ تأسیس شد و در سال ۱۹۴۶ به عضویت فیفا درآمد. فدراسیون فوتبال هندوراس در سال ۱۹۶۱ به عضویت کونکاکاف درآمد.